# Walter l'indigent
 Walter l'indigent (en francès Gautier Sans-Avoir , mort el 1096), va ser un dels dirigents de la croada dels pobres, que va partir poc abans de la Primera Croada.
Juntament amb Pere l'Ermità, Walter va codirigir la croada dels pobres al començament de la Primera Croada. Després de la crida Urbà II a la reconquesta de Terra Santa, es va produir una migració massiva i espontània de llogarets, pobles i ciutats senceres guiades per líders espirituals, amb l'objectiu de reprendre la ciutat de Jerusalem conquerida pels turcs.
Van partir bastant abans que l'exèrcit principal de cavallers i els seus seguidors (l'anomenada  Croada dels prínceps , i que la història sol designar com  Primera Croada ), travessant el Sacre Imperi Romanogermànic, el Regne d'Hongria i la província búlgara de l'Imperi Romà d'Orient, seguint un camí diferent del de Pere l'Ermità. Van travessar Alemanya i Hongria, i es van dedicar a saquejar l'àrea de Belgrad, guanyant-se l'enemistat dels habitants de la zona. Des d'aquí van seguir fins a Constantinoble vigilats per una escorta romana d'Orient.
Walter i Pere se'ls van unir a Constantinoble, on Aleix I Comnè els va habilitar un transport marítim a través del Bòsfor, cap al territori turc. Un cop allà, i malgrat els intents de Pere per retenir els seus homes, els croats es van enfrontar als turcs poc després d'arribar, i van ser massacrats per un exèrcit professional enviat contra ells. Pere va ser capaç de retornar a Constantinoble, però Walter va morir juntament amb els seus seguidors el 1096.